# Fregall

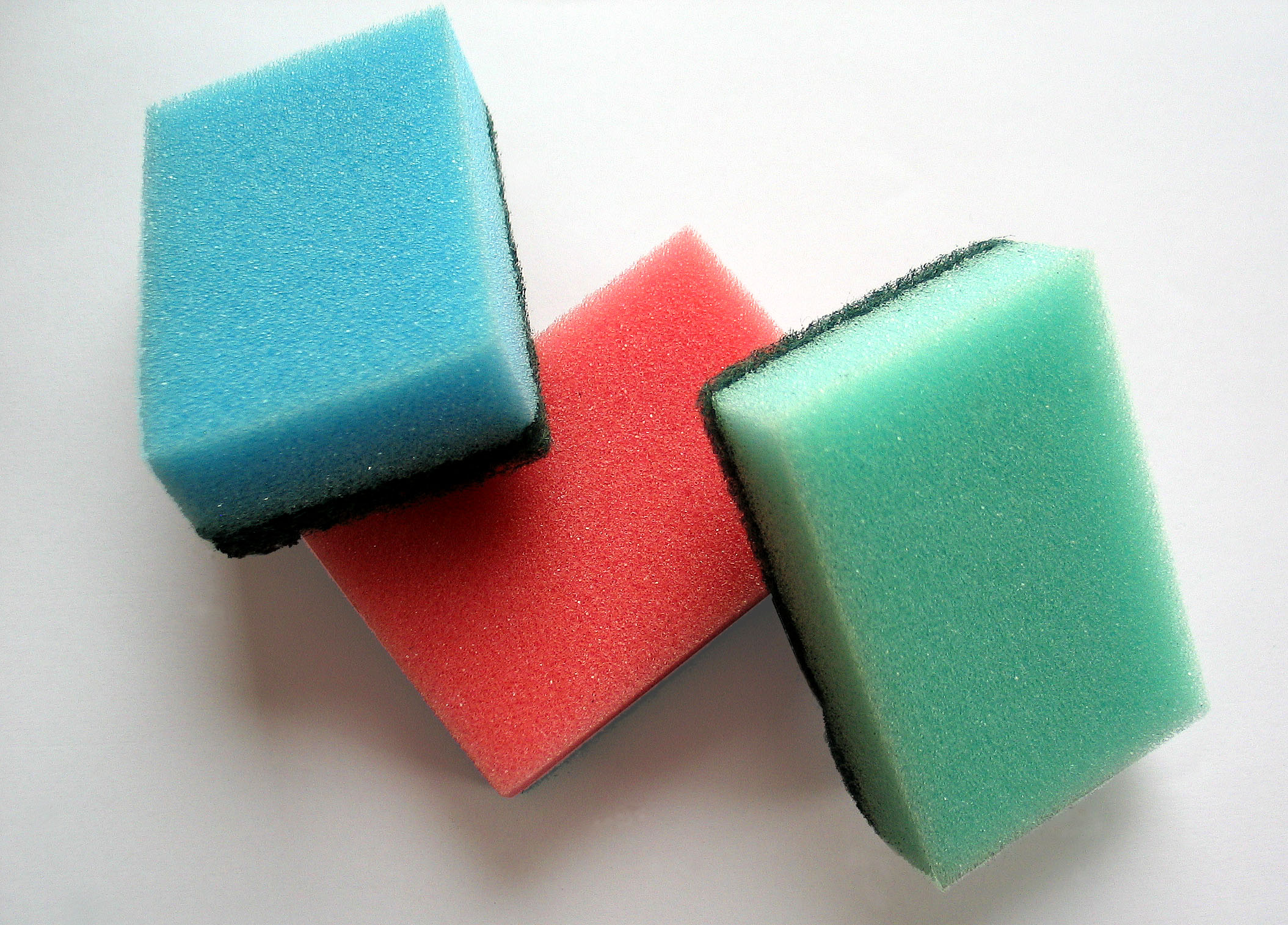
Fregalls

El fregall, el fregador o l'esponja de cuina és un estri utilitzat per a fregar la vaixella i els utensilis de cuina. Està format per un conjunt de fibres naturals o sintètiques amb propietats abrasives. El seu ús és simple: es diposita detergent o sabó rentavaixelles sobre la seva superfície, s'humiteja amb aigua i es frega amb fermesa la peça fins a retirar la brutícia. Un cop acabada l'operació de rentada, s'aclareix i es deixa eixugar.

## Història

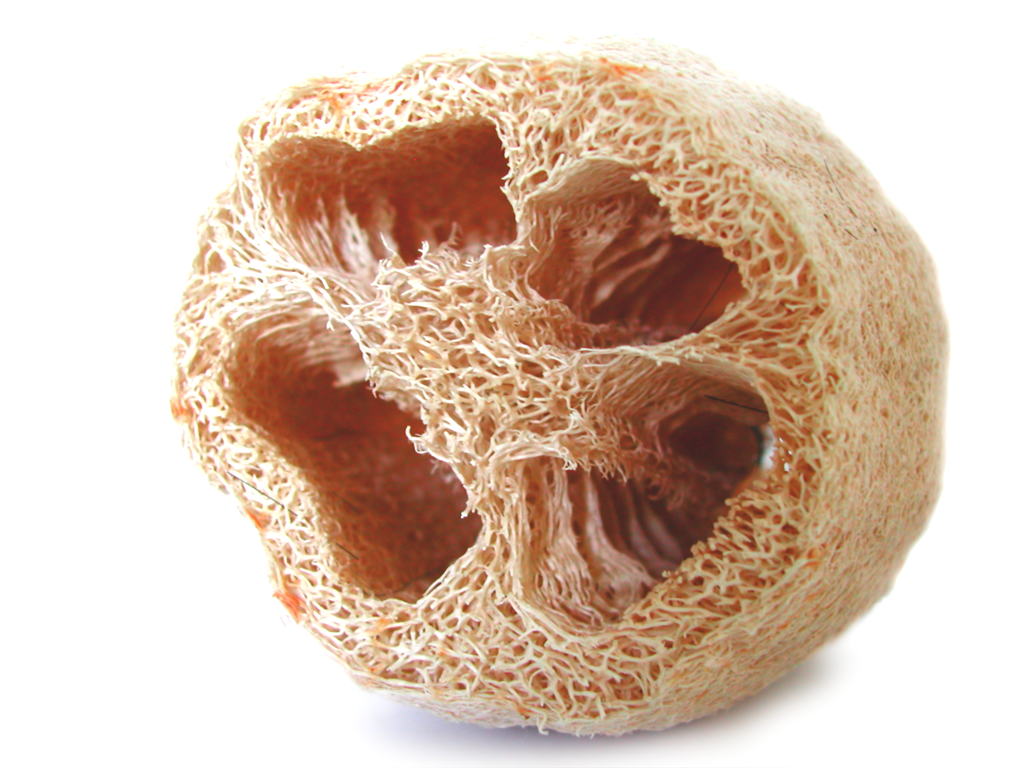
Fregall de Luffa.

L'origen del fregall es remunta a principi del segle xx. Edwin W. Cox era un venedor que comercialitzava bateries de cuina de porta a porta. Atès el seu escàs èxit, i havent detectat la preocupació de les mestresses de casa per la neteja de la vaixella, va idear una mena de drap amb encenalls d'acer.
La clientela va apreciar tant la seva invenció que al cap del temps va superar les vendes de les pròpies cassoles. Cox va patentar el seu invent el 1917 amb el suggerent nom de SOS, acrònim de Save Our Saucepans (Salveu les nostres cassoles).

## Tipus

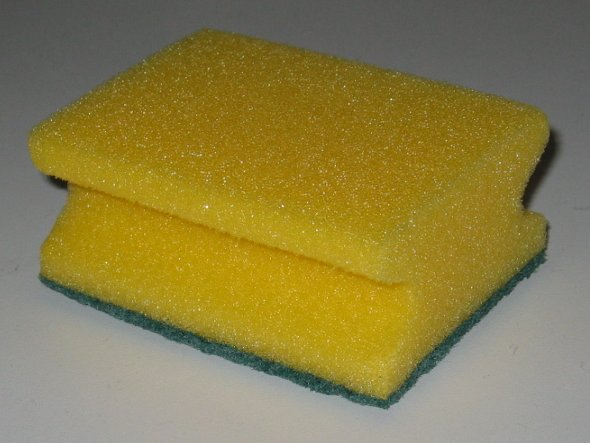
Fregall protector d'ungles

Hi ha diversos tipus de fregalls. Són molt habituals els que combinen una superfície rugosa de fibra usada per a tractar objectes durs, amb una altra suau d'esponja emprada per a superfícies delicades com gots de vidre o els fogons vitroceràmics. Es poden fabricar de diferents materials com:
- Espart, fabricat amb fibra natural
- Luffa, esponja vegetal de la família Cucurbitaceae amb una vida útil de prop de 3 mesos. En no tenir tòxics i ser biodegradable, és una alternativa ecològica per a rentar la vaixella sense ratllar-la ni danyar-la.
- Polièster o poliamida són els materials més habituals i solen ser de color verd, encara que també se'n fabriquen en blau, negre, blanc, etc.
- Fregall de Luffa
- Alumini, o acer inoxidable, en forma de fines cintes que s'enrotllen formant un cabdell que cap a la mà. Són els més durs de tots, per això poden ratllar gairebé qualsevol superfície. S'usa per a fregar olles i objectes metàl·lics.

## Higiene

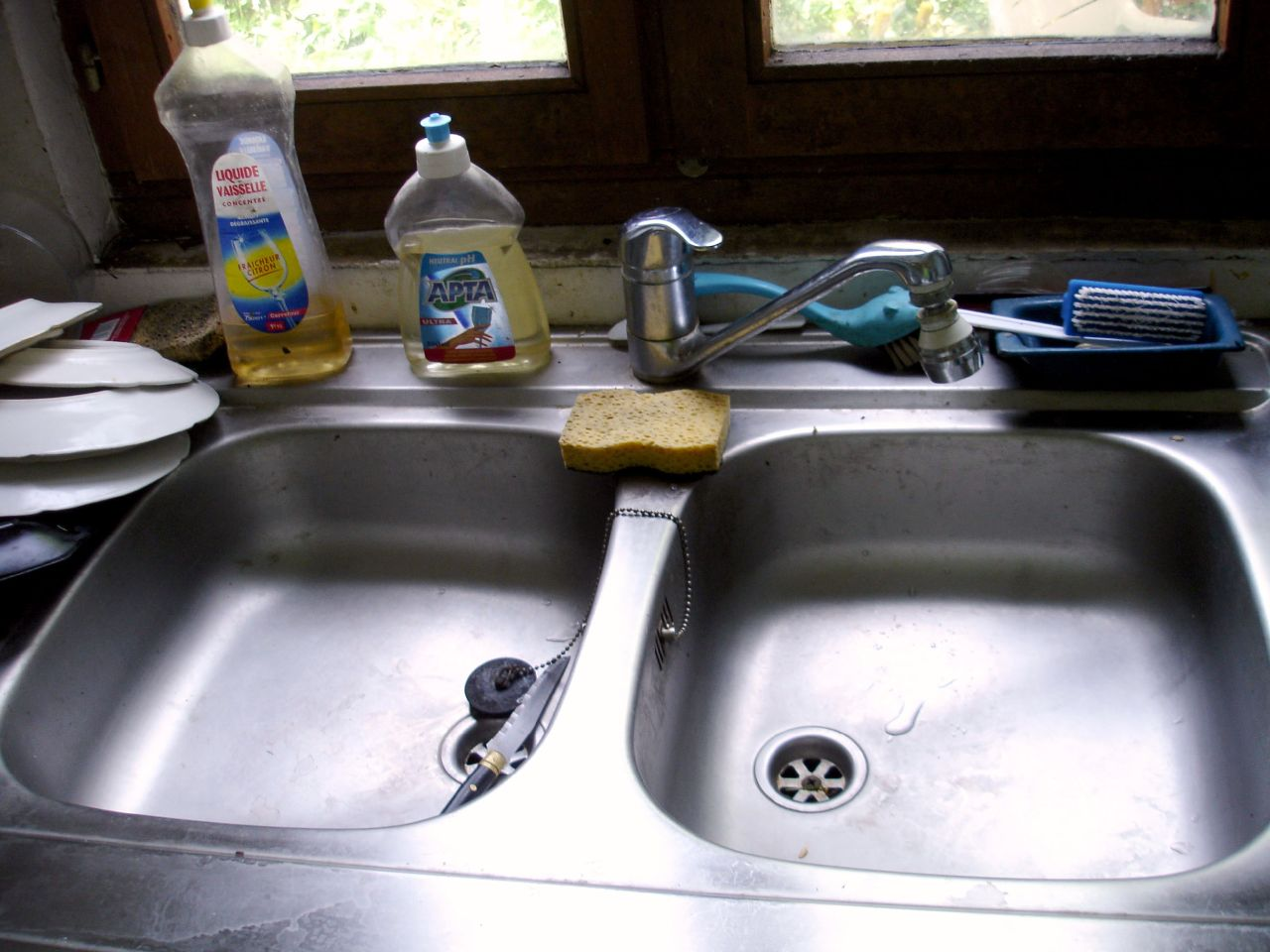
Fregall a una aigüera

- Desinfectar l'esponja cada dia, per exemple, escalfant-al microones durant un minut. També ho podem fer a la rentadora o deixant-la dins d'una solució d'aigua amb clor.
- Tot i les tasques de desinfecció, hem de tenir en compte que canviar l'estri periòdicament és més convenient.
- Situar els fregalls en un entorn sec un cop utilitzats. D'aquesta manera, minimitzem el risc de proliferació de bacteris a causa de la humitat.

Un estudi dirigit per l'empresa independent NSF revela que el fregall és l'objecte de la casa on s'acumulen més gèrmens.

## Altres usos
- Els fregalls es poden utilitzar com a filtres mecànics per a l'aigua dels aquaris.[5]
- El fregall d'alumini és una eina habitual de lampisteria utilitzada per a netejar els tubs abans de soldar-los.